# Steven Doherty
Steven Doherty (ur. 6 października 1959) – australijski judoka.
Zdobył trzy medale mistrzostw Oceanii w latach 1983 - 1985. Wicemistrz Australii w 1983 roku.